# Leszek Prorok

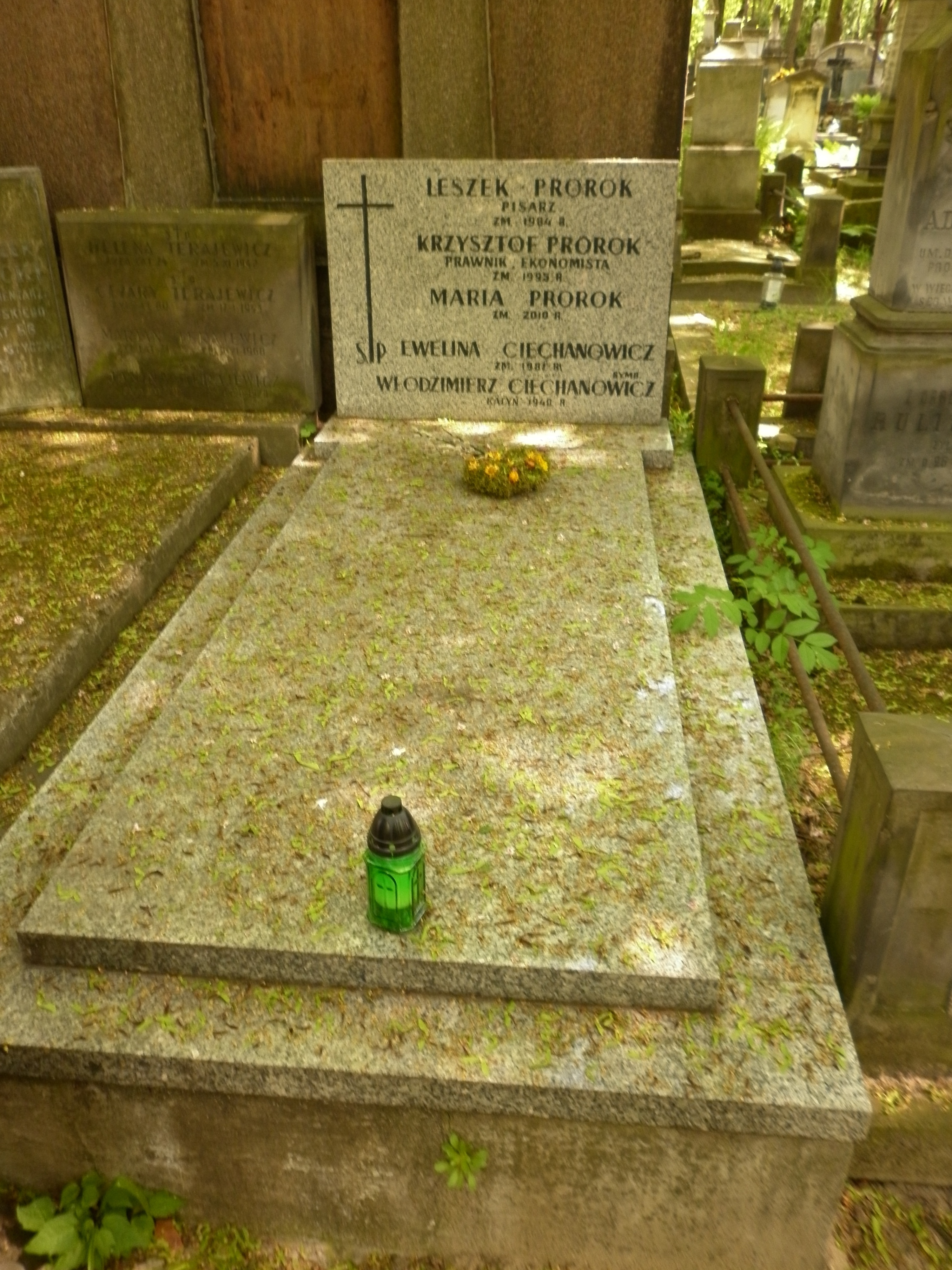
Grób Leszka Proroka na cmentarzu Powązkowskim w Warszawie

Leszek Prorok, ps. „Modrzew” (ur. 28 kwietnia 1919 w Warszawie, zm. 9 grudnia 1984 tamże) – polski pisarz, eseista, dramaturg.

## Życiorys
Był synem Józefa (urzędnik i bankowy księgowy) oraz Wandy Miłkowskiej (krewna Teodora Tomasza Jeża). Miał młodszą o 5 lat siostrę Zofię. Jego dziadek ze strony ojca - Wincenty - miał chłopskie pochodzenie i był uczestnikiem powstania styczniowego pod dowództwem Mariana Langiewicza. Rodzina mieszkała w Grodzisku Mazowieckim, skąd ojciec Leszka codziennie jeździł do pracy do Warszawy. W połowie lat 20. przeprowadzili się do stolicy, najpierw na ul. Rozbrat, a dwa lata przed wybuchem wojny na Mokotów na ul. Asfaltową 14. Od 1929 Leszek uczęszczał do Gimnazjum Wojciecha Górskiego w Warszawie, które ukończył w 1937. W trakcie nauki w gimnazjum, zagrożony oceną niedostateczną z języka niemieckiego, został wysłany przez rodziców do Gdańska. W trakcie nauki w szkole zbliżył się do ONR-ABC. Z tym środowiskiem politycznym związał się na wiele lat.
Początkowo podjął studia na Wydziale Mechanicznym Politechniki Warszawskiej, jednak po roku przeniósł się na Wydział Ekonomiczno-Prawny Uniwersytetu Poznańskiego. Debiutował w Poznaniu utworem Dzień nad Motławą w roku 1939. Oprócz studiów był organizatorem Grup Szkolnych ONR, zaś jego przełożonym w organizacji politycznej został Stanisław Kasznica.
Po wybuchu wojny w 1939 musiał opuścić Wielkopolskę. Dzięki znajomości języka niemieckiego otrzymał pracę w Jabłonnej w majątku Potockich. W 1941 zmarł ojciec, co spowodowało konieczność utrzymania rodziny (matki i siostry). Studia kontynuował na Uniwersytecie Ziem Zachodnich w latach 1941-1943, jednak ich nie ukończył z powodu trudności materialnych.
Podczas okupacji niemieckiej działacz Związku Jaszczurczego i tajnego ONR (w Organizacji Wewnętrznej był członkiem na poziomie „C”). Szef sztabu Armii Podziemnej (organizacja wojskowa kierowana przez Stanisława Kasznicę i Lecha Neymana) oraz kierownik Okręgu Poznańskiego AP i Obszaru Zachód NSZ. Studiował na tajnym Uniwersytecie Warszawskim, współpracował z pismem Szaniec. Należał do Armii Krajowej, walczył w powstaniu warszawskim jako starszy strzelec z cenzusem w pułku NSZ im. Władysława Sikorskiego, a następnie w 1. kompanii batalionu „Ruczaj” w ramach VII Zgrupowania 2 Rejonu Obwodu I Śródmieście AK. Po zakończeniu wojny przebywał w Poznaniu, gdzie został dwukrotnie aresztowany przez UB – w 1945 i 1949; współpracował ze szczecińskim tygodnikiem kulturalno-społecznym „Ziemia i Morze”, był dyrektorem Teatru Lalki i Aktora „Marcinek”, uczył na UAM. Od 1964 mieszkał w Warszawie.
W roku 1974 otrzymał nagrodę marynistyczną im. M. Zaruskiego.
Odznaczony Krzyżem Narodowego Czynu Zbrojnego. Pochowany na cmentarzu Powązkowskim (kwatera 18-6-5).

## Publikacje
- 1944 – Dziedzictwo Piastów
- 1961 – Wyspiarze
- 1964 – Grzechy dobrych ludzi (zbiór opowiadań)
- 1966 – Okno dziwów
- 1967 – Tamta jesień (nagrodzony za nią w międzynarodowym konkursie literackim w Tokio)
- 1967 – Lądy nieuniknione
- 1969 – Wielkie wody
- 1969 – Powrót taty (sztuka teatralna)
- 1969 – Poeci i morze (antologia)
- 1970 – Czas stworzenia
- 1970 – Letni sztorm i inne opowiadania
- 1971 – Felix culpa
- 1972 – Wielki zgiełk (powieść satyryczna)
- 1973 – Kepi wojska francuskiego (wspomnienia z czasów szkolnych (w tym opowiadanie tytułowe), dziennik powstańczy i eseje o tematyce warszawskiej)
- 1975 – Zapiski psubrata
- 1976 – Jak liść
- 1977 – Tsunami
- 1988 – Smutne pół rycerzy żywych. Wspomnienia